# Sistema zonale
Il Sistema Zonale, ideato da Ansel Adams (San Francisco, 20 febbraio 1902 – Carmel-by-the-Sea, 22 aprile 1984) è un metodo per la fotografia bianconero, pubblicato per la prima volta nel 1940, che permette di tradurre ogni particolare della scena secondo una precisa densità di grigio, decisa dalla creatività del fotografo. Il Sistema Zonale, opera mediante un’esposizione puntuale, in sinergia con una post-produzione (sviluppo e stampa) adeguata al risultato prefissato.

## Il principio
Per comprendere il Sistema Zonale è necessario premettere che la traduzione in bianconero di un soggetto a colori, avviene in una gamma estesa di grigi che si estendono dal nero assoluto al bianco più puro. Ansel Adams, ideatore del “sistema zonale”, non accettando la casualità del risultato, iniziò con il chiedersi con quante e quali tonalità potesse trasporre, in bianconero, una scena reale a colori. Dal momento che i gradi di grigio che si possono valutare sono da considerarsi infiniti, egli ritenne sufficienti prendere in considerazione solamente undici tonalità (Zone), dal bianco puro al nero assoluto, partendo da una zona centrale corrispondente al 18% di riflettanza. Quest’ultima, quindi, rappresenta il fulcro al di sopra e al di sotto del quale, si estendono, rispettivamente, cinque tonalità più chiare e cinque più scure (Fig. 1).
Ognuna delle undici zone ha una densità di grigio differente rispetto alla precedente (- 1 Stop) o al successivo (+ 1 Stop) pari a uno Stop (a parità di tempo di esposizione, aprire di uno stop il diaframma dell’obiettivo significa il raddoppio dell’esposizione mentre chiudere di uno stop equivale a dimezzare l’esposizione. Analogamente, in alternativa, a parità di diaframma, si potrebbe scegliere di variare il tempo di esposizione allo stesso modo (raddoppiandolo o dimezzandolo) ottenendo la stessa variazione di esposizione. Tuttavia, la differenza tra lo scegliere come variabile espositiva il diaframma rispetto al tempo di esposizione ha come conseguenza non trascurabile che chiudendo o aprendo il diaframma non si ottiene solo una variazione di esposizione, ma ne consegue rispettivamente un aumento o una diminuzione della profondità di campo.
Nella scala delle Zone formulata da Ansel Adams, la definizione delle tonalità significative in cui è ancora possibile captare dettagli, secondo la numerazione in cifre romane va da I a IX. Infatti, oltre il valore della Zona X corrisponde al supporto della carta sensibile vergine prima dell'esposizione sotto l'ingranditore (bianco puro), mentre, all'opposto, il nero assoluto è collocato su un'ipotetica Zona 0 (nero assoluto). Fissato in Zona V il grigio medio con riflettanza al 18%, le cifre più basse individuano i toni più scuri dell'immagine e le cifre più alte quelli più chiari.
A questo punto, però è necessario approfondire la differenza tra “banda” dei grigi con il senso più fine della parola “Zona”.  Infatti, per convenzione, nella scala delle zone, oltre che per comodità visiva, ogni zona viene assimilata a una singola banda di grigio. Al contrario, lo stesso Ansel Adams teneva a specificare che “ ogni Zona (e quindi ogni banda) va intesa come costituita da punti circoscritti all'interno di una scala continua che va dal nero pieno al bianco assoluto. Dunque, ogni singolo punto dentro ogni singola banda (zona) rappresenta una gamma di grigi leggermente più chiara e leggermente più scura e i singoli valori di grigio prodotti in una sequenza come questa sono ciascuno il punto intermedio delle rispettive zone.  Ipoteticamente si potrebbe suddividere ancora le sfumature di grigio tra una zona e l'altra tenendo però conto che l'occhio umano recepisce meglio le lievi differenze all'interno dei valori chiari piuttosto che in quelli scuri. Tuttavia, questa distinzione non ha molto senso in quanto l'occhio umano difficilmente può percepire scostamenti maggiori di un terzo di zona (attenzione! si parla di zona e non di singole bande!) anche per il fenomeno dell'adattamento che limita l'esatta percezione delle tonalità.

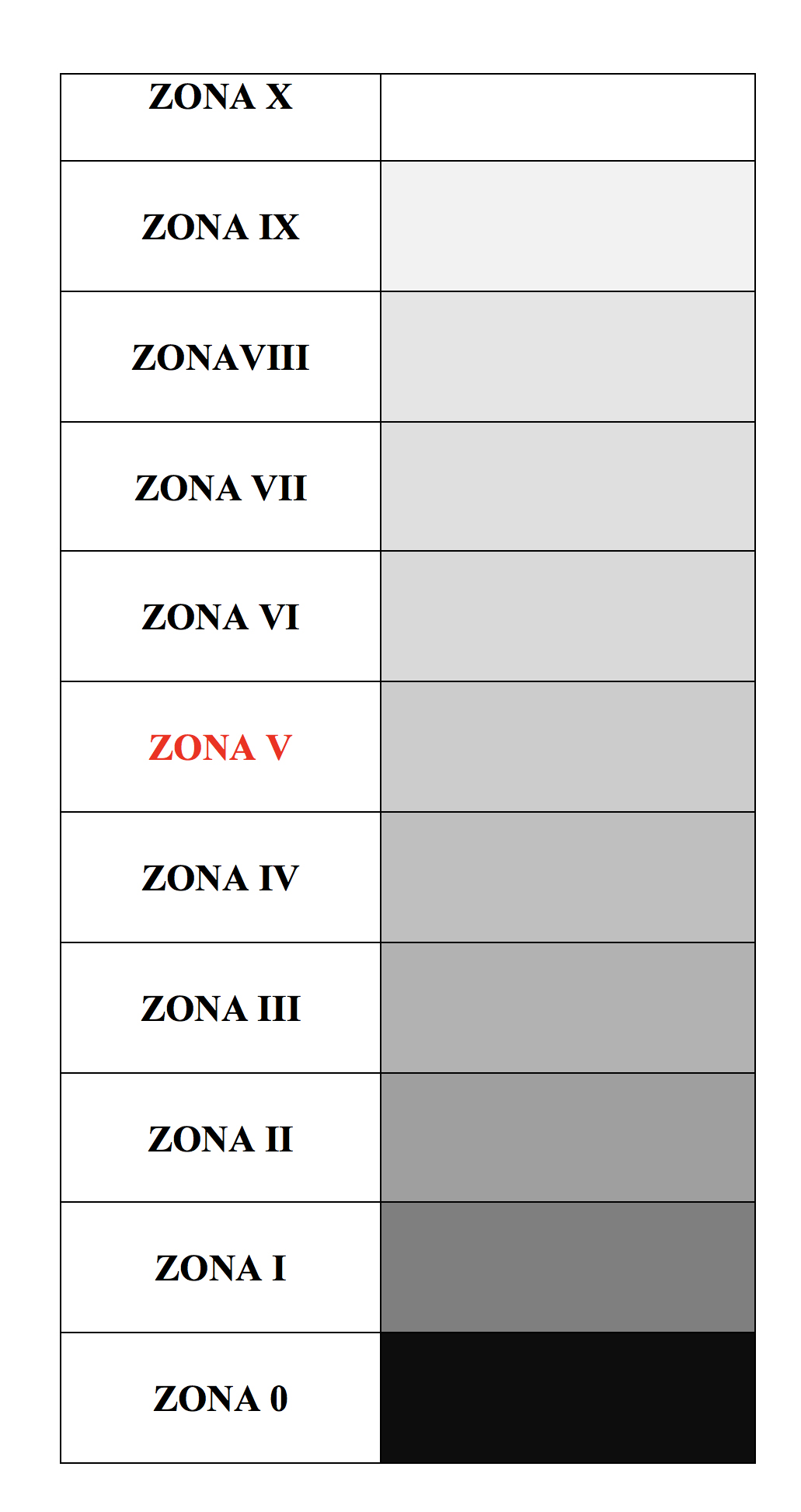
Fig. 1

Se adottiamo il diaframma dell’obiettivo come variabile espositiva, a parità di tempo di esposizione, la differenza densitometrica tra una zona e l’altra differisce del valore di un diaframma. Ciò significa che se la zona V rappresenta il grigio al 18% di riflettanza, per ottenere la zona VI pari a una densità più chiara, si dovrà raddoppiare l'esposizione ovvero aprire di un diaframma l’obiettivo. Contrariamente, volendo ottenere una densità più scura del grigio al 18% di riflettanza, pari alla zona IV, si dovrà dimezzare l’esposizione (chiudere di un diaframma l’obiettivo o dimezzate il tempo di esposizione). Il cuneo tonale, in cui sono rappresentate tutte le zone, è facilmente realizzabile fotografando una superficie bianca con esposizioni progressive da cinque diaframmi inferiori a cinque diaframmi superiori rispetto all’esposizione centrale (18%) fornita dalla lettura puntuale dell’esposimetro).

## Il metodo
Osservando il cuneo dei grigi, appare evidente come i valori in cui potrebbe essere visibile un qualche dettaglio di un’ipotetica immagine bianconero si estendono dalla zona I alla zona IX ( i particolari del soggetto nelle zone limite o in prossimità di queste perdono di definizione). Ora, avendo acquisita la consapevolezza della misura esposimetrica, possiamo compiere un importante passo avanti nel ragionamento che è alla base del metodo zonale. Infatti, tutte le considerazioni fin qui esposte si riferiscono al risultato che si ottiene trattando un negativo teorico, ad estensione tonale completa, con un rivelatore normale a concentrazione normale per un tempo di sviluppo normale effettuato a 20 °C con un'agitazione normale (per normale si intende operare lo sviluppo della pellicola esposta per la sua sensibilità nominale con un rivelatore standard alla sua concentrazione di esercizio per il tempo e agitazione indicate dal fabbricante).
Ansel Adams andò oltre la “normalità”, constatando che la variazione del tempo di sviluppo comporta notevoli mutamenti nella resa tonale del negativo e precisamente: prolungando il tempo di sviluppo aumenta il contrasto del negativo, mentre, riducendolo, lo stesso contrasto si abbassa. Inoltre, le zone che subiscono trasformazioni densitometriche significative e su cui il sistema zonale trova applicazione, sono quelle più elevate (zone VIII, IX e X) mentre le altre, più scure (zone I, II, III e IV), tendono, nonostante venga congruamente variato il tempo di sviluppo, a rimanere le stesse ovvero a subire piccolissime variazioni.
In definitiva, le basse luci, e quindi l’evidenziazione di particolari in ombra, possono essere controllate quasi esclusivamente dall’esposizione, mentre i valori delle alte luci subiscono l’influenza sia dell’esposizione che del tempo di sviluppo.
È ugualmente importante considerare che riducendo il tempo di sviluppo si provoca una perdita di densità nelle basse luci ed un abbassamento del contrasto. Per tale motivo, in questo particolare caso, al fine di compensare la perdita di densità tonale, è buona norma aumentare l’esposizione (da mezzo ad un diaframma).
Proprio per limitare al massimo la perdita dei particolari situati nelle parti più scure del soggetto il vecchio detto “esporre per le ombre e sviluppare per le alte luci” trova la sua massima applicazione, mentre la sensitometria insegna come per una qualsiasi emulsione bianconero, si possa raddoppiare e persino triplicare la sensibilità nominale variando il tempo di sviluppo.
Ansel Adams definì estensione il prolungamento del tempo di sviluppo che provoca un aumento del contrasto, mentre definì contrazione l’effetto opposto che si ottiene con una diminuzione del tempo di sviluppo.
Come si trasforma la scala tonale di un soggetto “normale” che si estende dalla zona I alla zona VII nel caso di sovra o sotto sviluppo?
La risposta a questa domanda rappresenta la comprensione del sistema zonale.
Immaginiamo di avere un soggetto composto da vari particolari che riflettono la luce in diverso modo e che quindi hanno una diversa luminanza. Supponiamo che tale scena, si estenda nell’arco di 5 diaframmi dai particolari più scuri (zona II) a quelli più chiari (zona VI).
In funzione del risultato che vogliamo ottenere scegliamo una delle tre modalità operative:
a)     sviluppare normalmente: N

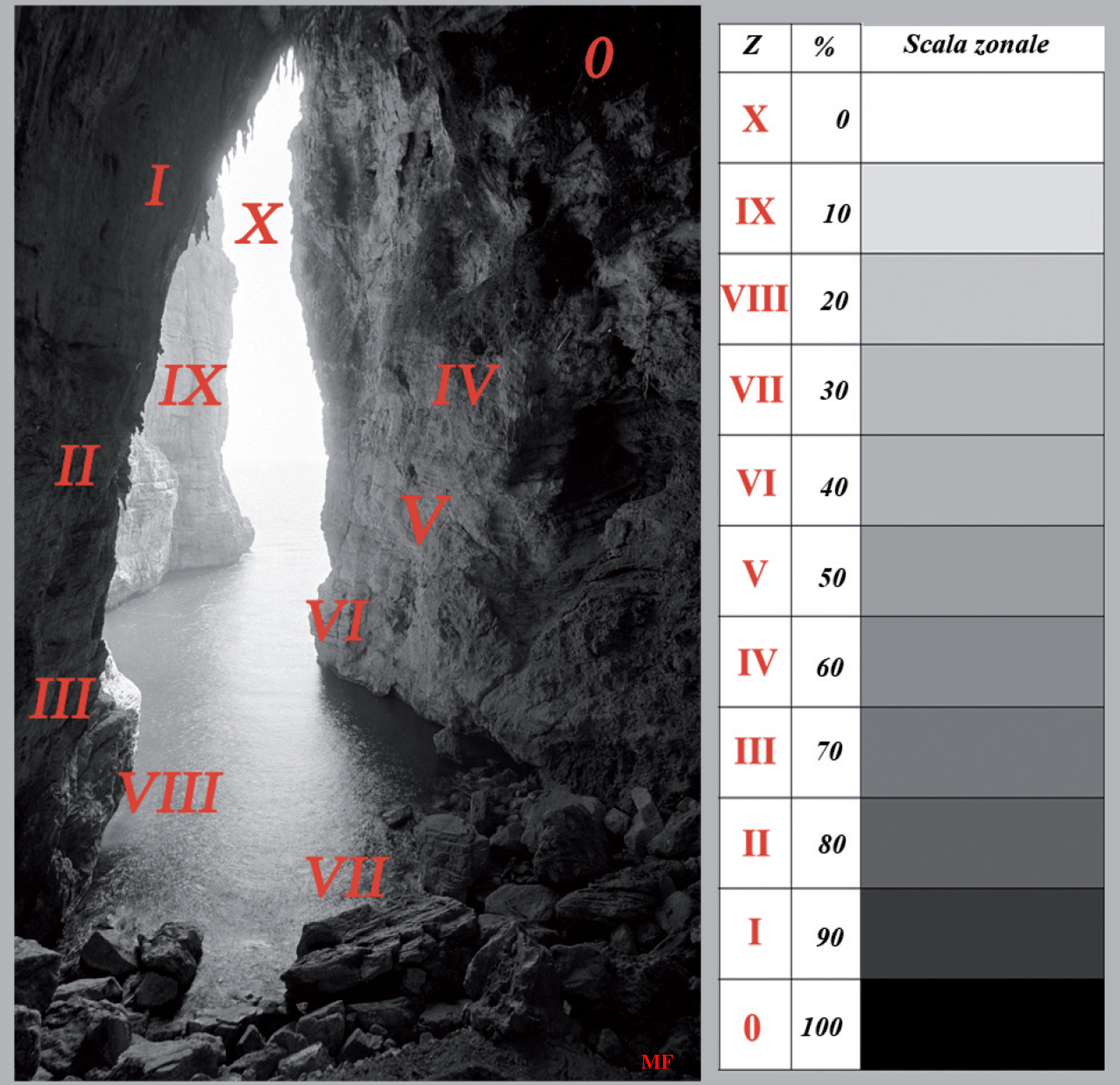
Fig. 2 Corrispondenza delle Zone sull'immagine finale in Bianconero. Viene anche indicata la percentuale media di annerimento teorica per ogni zona

b)   sovra sviluppare (estendendo di una o due zone): N+1; N+2
c)     sotto sviluppare (contraendo di una o due zone): N-1; N-2
Questi incrementi e decrementi del tempo di sviluppo sono collegati ad un particolare risultato riscontrabile nella pratica. Infatti, adottando un tempo N+1 si otterrà un'estensione tonale e nella fattispecie la zona VII si innalzerà alla VIII zona. Al contrario, un tempo di sviluppo N-1 produrrà una contrazione tonale alte che si trasferiranno, per esempio, dalla zona IX alla zona VIII.
Ovviamente sia N+1 che N-1, sia N+2 che N-2 corrispondono a tempi di sviluppo da trovare sperimentalmente e in grado, rispettivamente, di far estendere ovvero contrarre la scala tonale di una o due zone.

## Taratura del metodo
Compresa la fase precedente, il sistema zonale è necessario collegare le possibilità di registrazione dell’emulsione con la previsualizzazione, l’esposizione ed il trattamento.
Dalla sensitometria sappiamo che ogni pellicola ha un suo livello di registrazione delle luminanze che in genere si estende per circa undici diaframmi. Un tale negativo è definito normale perché consente una stampa con la massima gamma dei grigi(Zone: 0-X). Il sistema zonale ci permette, intervenendo sul tempo di sviluppo in funzione delle scelte esposimetriche puntuali effettuate in ripresa, di estendere o contrarre il contrasto finale ossia rappresentare il soggetto con una precisa scala tonale.
Per meglio chiarire: se l’analisi esposimetrica di un soggetto indica che la gamma di luminanze presenti si estende entro cinque zone, per esempio dalla zona III alla zona VII, uno sviluppo N+1 determinerà uno slittamento verso l’alto della scala tonale che si estenderà dalla III alla VIII. Viceversa, uno sviluppo N-1, su un soggetto che si estende dalla zona II alla IX, produrrà l’effetto inverso contraendo la scala tonale verso il basso che si estenderà dalla II alla VIII.
Come applicare il metodo? Rimanendo nell’ortodossia fotografica e tralasciando tutto ciò che costituisce effetti speciali, nella pratica si possono verificare due esigenze limite in base all’estensione tonale di partenza del soggetto: contrastato o morbido.
Nel caso di un soggetto contrastato possiamo operare riducendo l’esposizione al fine di abbassare i valori alti, ma così facendo riduciamo anche la lettura dei particolari in ombra. Quindi l’alternativa offerta dal sistema zonale sarà quella di aumentare l’esposizione per sostenere le ombre e nel contempo diminuire il tempo di sviluppo per esempio di N-1.
Analogamente, se si volesse aumentare il contrasto di un soggetto morbido dovremmo procedere a una leggera diminuzione dell’esposizione e contemporaneamente aumentare il tempo di sviluppo per esempio di N+1.
Tutto ciò non è sufficiente perché quando si vorrà trasporre, per esempio, la carnagione bianca di un bambino con una densità inferiore al 18%, sarà d’obbligo conoscere anche il rapporto tra la densità media (18%) e quella dei principali soggetti, pena risultati disastrosi. Per questo scopo la tabella delle zone con equivalenza tonale fra le luminanze dei soggetti più comuni, fornisce una buona base per iniziare a ragionare in termini zonali.
La grandezza del Sistema Zonale sta nella possibilità di imporre a un particolare della scena che ci si accinge a fotografare un determinato valore di grigio. Per questo scopo sarà sufficiente determinare l’esposizione in modo puntuale mediante un esposimetro a luce riflessa con lettura di 1° puntandolo sul particolare che si vuole mantenere con un grigio equivalente alla Zona V (18% di riflettanza = grigio medio) oppure variarne la densità operando una sottoesposizione di un diaframma e un sovrasviluppo (N+1) in modo che la Zona V passi alla IV (più scura), oppure, operando una sovraesposizione di un diaframma e sottosviluppando (N-1) in modo che la Zona V passi alla VI (più chiara).
Riassumendo le operazioni più importanti: stabilita con quale densità di grigio vogliamo rappresentare un particolare della scena che abbiamo previsualizzato, si procederà alla misura esposimetrica puntuale sul particolare a cui si vuole conferire una determinata gradazione di grigio con un esposimetro separato con lettura a luce riflessa di 1°. Soltanto a questo punto potremo decidere, in base alla personale previsualizzazione del soggetto, se operare uno sviluppo N+1 oppure N-1 avendo ben presente la conseguenza sulla trasformazione del grigio al 18% ( Zona V) misurato sul particolare a cui si vuole variare la tonalità di grigio.

## Il problema di N

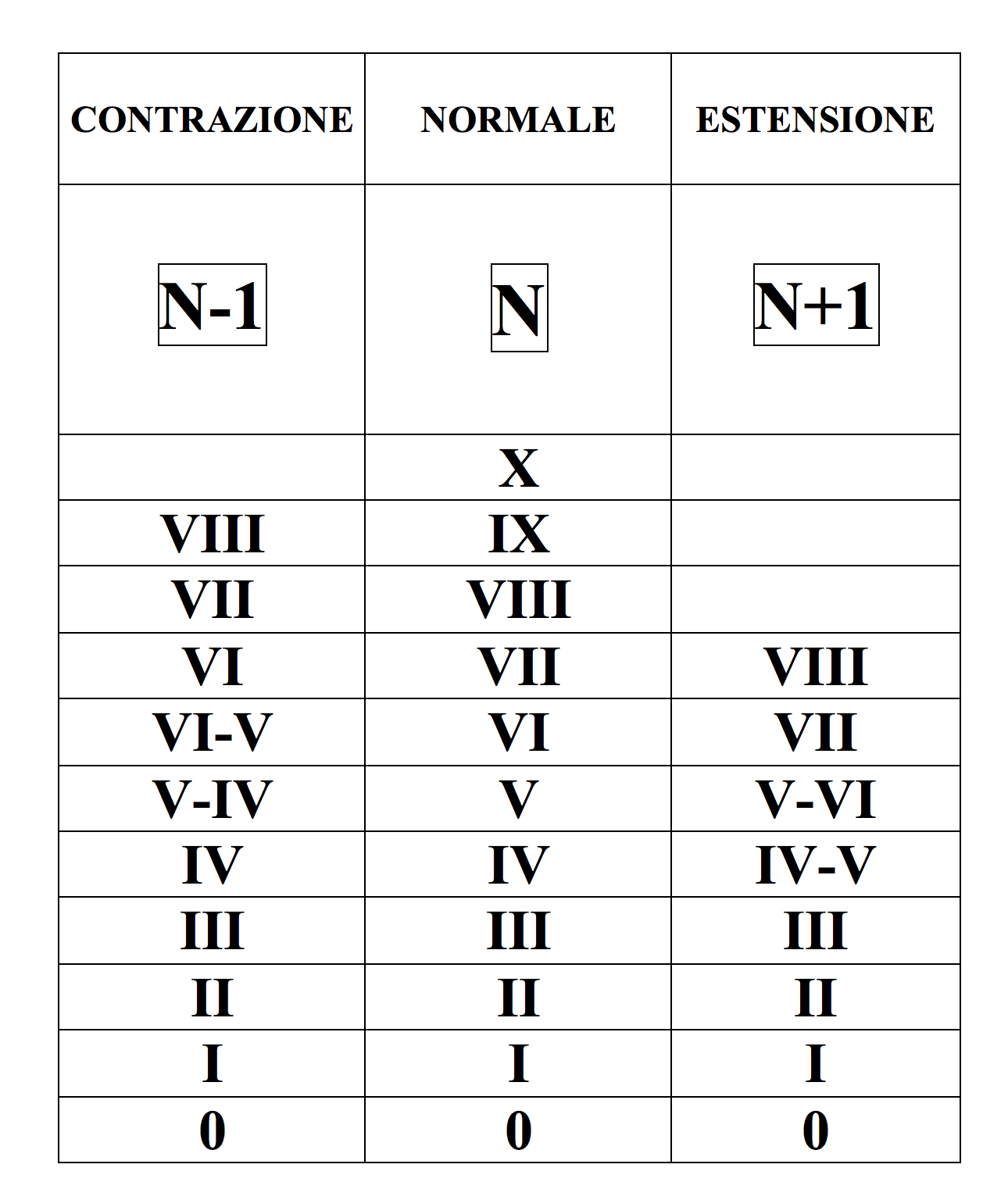
Tab. 1
Questa tabella fornisce un’idea di come si collocano le zone in caso di sottosviluppo e sovrasviluppo. Un sovrasviluppo N+1 alzerà la densità, per esempio, dalla zona VI alla zona VII mentre un sottosviluppo N–1 produrrà un abbassamento della densità, per esempio, dalla zona VIII alla zona VII.

Chi decide di adottare il sistema zonale spesso si trova nella difficoltà di determinare l’esatta corrispondenza tra N e N+1, N+2, N-1 e N-2. La taratura del metodo, infatti, presuppone dei test al fine di trovare il tempo di sviluppo corrispondente ai vari effetti.
Per determinare il tempo di sviluppo N+1, un buon metodo è quello di esporre diverse pellicole, alla sensibilità nominale, per la zona VII. Successivamente, per ogni pellicola, viene aumentato, progressivamente, il tempo di sviluppo fino a che la densità della zona VII abbia raggiunto la densità VIII: N+1. Diversamente, per il tempo di sviluppo N-1 si espone per la zona IX e si riduce il tempo di sviluppo affinché la suddetta zona raggiunga densità VIII.
A puro titolo indicativo, sembra che la maggior parte delle pellicole abbia uno scarto di ± 30% del tempo di sviluppo tra N, N+1 e N-1.
Per quanto attiene N+2 e N-2, voglio aggiungere che raramente i soggetti necessitano di tali estensioni e contrazioni e comunque tali valori si possono raggiungere solo penalizzando la qualità globale dell’immagine che risulterà tra il buono e l’accettabile solamente se si adotta il medio formato od uno superiore.

## Elementi complementari del Sistema Zonale, meriti e limiti
Nel caso un soggetto richieda un abbassamento del contrasto (N-1), è bene ricordare che una diminuzione del tempo di sviluppo comporta un appiattimento dei valori in ombra che dovranno essere sostenuti raddoppiando l’esposizione ovvero dimezzando la sensibilità nominale della pellicola. Infatti, i principali effetti dell’aumento o diminuzione del tempo di sviluppo si hanno sulle alte luci, mentre i particolari in ombra ne risentono in modo insignificante.
Il sistema zonale presuppone l’uso esclusivo di un esposimetro ad angolo di lettura pari ad 1°. Questa esigenza la si comprende perché solamente un simile strumento è in grado di fornirci, nell’esatto punto di misura, la trasposizione del valore letto in un grigio al 18% di riflettanza e quindi di consentire di operare le variazioni del caso.
Il sistema zonale ha delle esigenze operative imprescindibili che non lasciano nulla al caso ed il metodo risulta potenziato dall’adozione di varie tecniche complementari, tra cui:
a) filtrazione di contrasto;
b) pre-esposizione, che consiste, nell’impressionare preventivamente la pellicola con brevissime esposizioni alla luce bianca per poi utilizzarla come normale emulsione. Questa operazione produce un innalzamento dei valori bassi, grazie al quale i particolari in ombra risulteranno più visibili e dettagliati. È una tecnica nata con gli apparecchi di grande formato a banco ottico (pellicola piana), ovvero fotocamere dotate di magazzini intercambiabili. A torto, cadute in disuso per la difficoltà operativa che comporta, si attaglia perfettamente anche agli apparecchi di piccolo formato (o formato Leica).

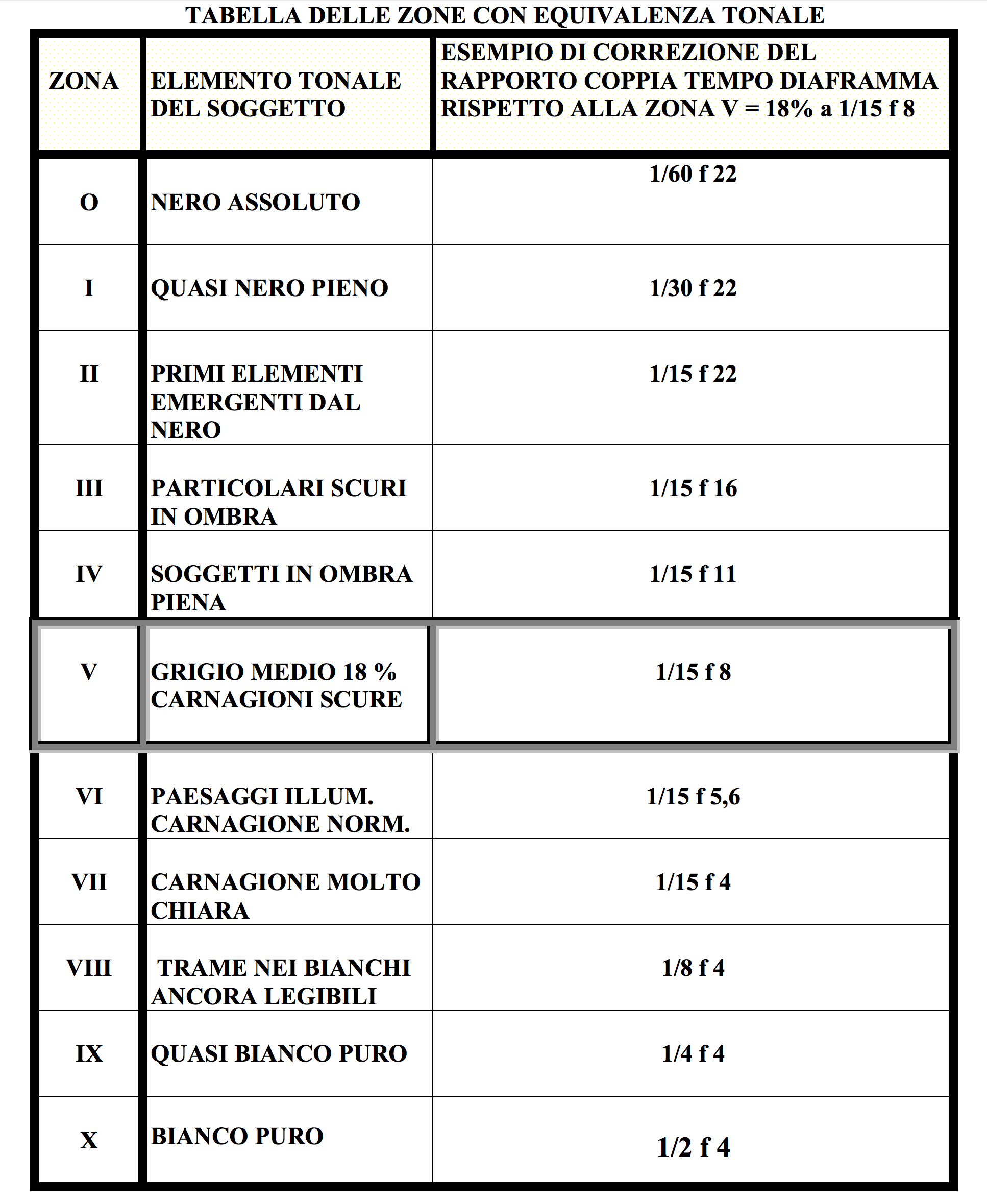
Tab. 2 Quando si opta per la lettura esposimetrica a luce riflessa: il valore che viene indicato dall'esposimetro equivale alla rappresentazione del grigio medio 18% pari alla zona V che può non essere quello tonalmente desiderato. Quindi, volendo ottenere l'esatto tono di carnagione corrispondente alla zona VI per la pelle bianca, eseguita la lettura per riflessione vicino alla pelle del soggetto, l'esposizione, nella fattispecie 1/15 di sec. f 8, dovrà essere compensata aprendo di un valore il diaframma : 1/15 di sec. f 5,6

In quest’ultimo caso si espone il fotogramma intero per un tempo brevissimo calcolato sui valori bassi del soggetto, anteponendo all’ottica un filtro bianco latte, oppure un comunissimo bicchierino di plastica.
Riarmando l’otturatore si deve escludere il trascinamento della pellicola e successivamente si procederà alla normale misura esposimetrica e quindi all’esposizione.
c)      rivelatori particolari ad alta o bassa diluizione, ad alta acutanza etc.
d)   mascheratura e bruciatura in sede di stampa Mascheratura (fotografia);
e)     diluizione del rivelatore per carte;
Va inoltre detto che il sistema zonale presuppone l’uso di una fotocamera con magazzini intercambiabili che permettono un trattamento differenziato a seconda delle diverse esigenze di previsualizzazione.
Il merito più importante del sistema zonale è oltre che pratico didattico: offre tutti gli strumenti affinché, con consapevolezza, l’operatore possa realizzare il risultato previsualizzato. La comprensione del metodo implica la conoscenza profonda dell’interazione tra esposizione, gamma dei grigi e tempo di sviluppo.
Tuttavia, Ansel Adams, pur nella perfezione scientifica del suo operato, non tenne conto dei soggetti in movimento e comunque della fotografia dinamica. Non a caso tutti i soggetti prescelti dall’autore americano erano statici: soltanto questi ultimi permettono una ponderata e calma analisi tonale che il metodo impone.
Nel reportage, in cui l’attimo, di più di ogni altra cosa, risulta irripetibile, il sistema zonale può essere applicato per mezzo di “standard di previsualizzazione“ infinitamente più rapidi di un’analisi del contrasto zonale, perfetta, ma lenta.
Inoltre, il sistema zonale, richiedendo lo sviluppo separato di ciascun fotogramma non si adatta a formati minori come il 135 millimetri e questa limitazione è dovuta semplicemente al fatto che il fotografo dovrebbe avere, a disposizione un corpo macchina per ogni necessità (N+1, N-1, N). Contrariamente risulta facilmente applicabile in tutti quei casi si disponga di una fotocamera con magazzini porta pellicola intercambiabili previsti per uno sviluppo differenziato in funzione delle necessità creative.

## Sistema Zonale digitale
Metodo ideato e messo a punto da Marco Fodde e pubblicato per la prima volta sulla Rivista “Fotografia Reflex” Dicembre 2008, il Sistema Zonale si evolve in digitale ed assume una valenza molto più speculativa. La principale differenza con il metodo tradizionale analogico risiede nel fatto che la modifica delle Zone avviene in post produzione sul file digitale. Quest’ultimo può essere sia in formato scala di grigio all’origine, sia a colori tradotto in bianconero da software. Tuttavia, anche se il metodo non è influenzato dalla genesi del file bianconero da elaborare, per avere una più ampia possibilità di intervento digitale è sempre preferibile partire da un file frutto di una ripresa a colori per convertirlo successivamente in bianconero a mezzo software. Ciò conferisce ulteriori vantaggi (che la ripresa diretta in bianconero in gran parte preclude), specie se il file viene salvato in formato RAW.
Questa precauzione prima della conversione in bianconero del file a colori consentirà, tra l’altro, la regolazione di luminosità, contrasto, esposizione ed eventualmente esaltare le tonalità mediante l’applicazione di filtrazioni digitali di contrasto. In definitiva l’applicazione del sistema zonale digitale in post produzione potrà interessare varie tipologie di file indipendentemente dalla sua genesi: ripreso direttamente in bianconero, ripreso in modo più speculativo a colori e poi tradotto in bianconero oppure da qualunque pellicola scandita. Con la tecnologia digitale il Sistema Zonale avvalora la sua efficacia ed evolve soprattutto in considerazione del fatto che viene effettuato in post produzione indipendentemente dalla tipologia del soggetto sia esso statico o dinamico.

Un'ulteriore estensione di questo metodo è rappresentata dal Sistema Zonale digitale differenziato  che rappresenta una prerogativa eccezionale ulteriore alle caratteristiche del Sistema Zonale Digitale. In pratica si tratta di selezionare le aree dell’immagine con funzioni di Selezione da software, per poi applicare successivamente le variazioni zonali digitali proprie del metodo ma singolarmente in ogni area considerata. Ciò consentirà di selezionare gli interventi e di renderli indipendenti gli uni dagli altri. Il risultato sarà frutto di regolazioni differenziate e selettive che avranno interessato in maniera diversa le aree delimitate.